# Kızıleniş, Türkoğlu
Kızıleniş là một xã thuộc huyện Türkoğlu, tỉnh Kahramanmaraş, Thổ Nhĩ Kỳ. Dân số thời điểm năm 2010 là 389 người.